# Сизьма (приток Чепцы)
Сизьма — река в Ярском районе Удмуртии, правый приток Чепцы. Устье реки находится в 220 км от устья Чепца. Длина реки составляет 21 км, площадь бассейна — 77 км².
Сизьма берёт начало на Верхнекамской возвышенности, недалеко от истока Вятки. Протекает на юго-запад, имеет несколько мелких притоков-ручьёв.
На реке расположена деревня Бозино. Около деревни на реке плотина и небольшая запруда. Впадает в Чепцу в 10 км к северо-западу от посёлка Яр.

## Данные водного реестра
По данным государственного водного реестра России относится к Камскому бассейновому округу, водохозяйственный участок реки — Чепца от истока до устья, речной подбассейн реки Вятка. Речной бассейн реки — Кама.
Код объекта в государственном водном реестре — 10010300112111100033421.